# John Grigg
John Grigg (Isola di Thanet, 4 giugno 1838 – Thames, 20 giugno 1920) è stato un astronomo amatoriale neozelandese.
È principalmente noto per la scoperta della cometa periodica 26P/Grigg-Skjellerup. Scoprì altre due comete che portano il suo nome: C/1903 H1 (Grigg) e C/1907 G1 (Grigg-Mellish). Fu divulgatore scientifico di astronomia e un pioniere dell'astrofotografia in Nuova Zelanda.

## Biografia
John Grigg nacque il 4 giugno 1838 a Thanet, nel Kent, o, forse, a Londra. Suo padre disponeva di un buono stipendio e ciò permise al giovane John Grigg di studiare matematica, scienze e sviluppare i suoi interessi per la musica e l'astronomia.
Sposò Emma Mitchell nel 1858; la coppia emigrò in Nuova Zelanda nel 1863, stabilendosi ad Auckland, dove Emma morì quattro anni dopo, nel 1867. Grigg, con i figli, si trasferì a Thames, dove aprì un negozio di arredamento, che specializzò progressivamente in strumenti musicali, fornendo anche lezioni di canto. Nel 1871 si sposò una seconda volta, con Sarah Allaway, che tuttavia morì nel 1874. Si sposò infine una terza volta nel 1887, con Jane Henderson. Ebbe complessivamente sei figli e tre figlie, che redigeranno una Family History (Storia familiare) - importante documento per ricostruire la vita del padre dopo che i suoi diari osservativi saranno andati perduti.
Grigg si riavvicinò all'astronomia in occasione del transito di Venere del 1874, quando si dotò di alcuni strumenti osservativi; nel 1884 costruì un piccolo osservatorio, dotato di due telescopi rifrattori di 8,3 cm (3" 1/4) e 3,2 cm (1" 1/4), in prossimità della sua abitazione, da cui un paio di anni dopo iniziò ad eseguire osservazioni e ricerche di comete in modo amatoriale. Dopo essersi ritirato dall'attività commerciale, nel 1894 trasferì l'osservatorio in un edificio più grande ed iniziò ad eseguire osservazioni con sistematicità.
Eseguì osservazioni sia di comete già note, sia volte alla ricerca di nuovi oggetti. A tale scopo, produsse una lista delle nebulose visibili attraverso i suoi strumenti, con una declinazione compresa tra -20° e -90°. Stando alle dichiarazioni dei suoi familiari, osservò 35 comete, oltre le quattro che scoprì.
Il suo primo successo, fu il recupero della Cometa Encke nel 1898. Il 22 luglio 1902 scoprì la cometa 26P/Grigg-Skjellerup come un oggetto nebuloso nella costellazione della Vergine. Seguì l'oggetto fino al 2 agosto, quando la cometa raggiunse una magnitudine pari a 9,5, corrispondente al limite del suo strumento. Ne diede solo allora comunicazione alla stampa locale e a Walter Gale e Pietro Barracchi, attivi rispettivamente presso gli osservatori di Sidney e Melbourne. Riuscì inoltre a calcolare un'orbita che incluse in una comunicazione del settembre del 1902 sull'Astronomische Nachrichten. La cometa tuttavia non fu più individuata dagli astronomi australiani, ostacolati dal maltempo invernale e dalla nebulosità presente nella costellazione della Vergine. Verrà poi riscoperta da Frank Skjellerup il 17 maggio 1922 e identificata da G. Merton come lo stesso oggetto osservato da John Grigg vent'anni prima.
Il 17 aprile 1903 scoprì una seconda cometa, nota come C/1903 H1 (Grigg), nella costellazione dell'Eridano, riuscendo a seguirla per 29 giorni. Inoltre, diede comunicazione della scoperta già il 19 aprile a Barracchi, Gale e Tebbutt. Quest'ultimo, in particolare, contribuì al calcolo dell'orbita con osservazioni precise della sua posizione.
Dopo l'annuncio della scoperta di una cometa nel 1904 che subito si rivelò infondato allo stesso Grigg, una terza scoperta avvenne il 19 marzo 1906. L'oggetto, la cometa C/1906 F1 (Ross), tuttavia era stato già individuato da David Ross da Melbourne il 14 febbraio, cuì andò il credito della scoperta. Infine, l'8 aprile 1907 Grigg scoprì una quarta cometa, la C/1907 G1 (Grigg-Mellish), scoperta indipendentemente dall'astrofilo statunitense John Edward Mellish il seguente 14 aprile. Infatti, anche in questa occasione, una scarsa comunicazione da parte di Grigg impedì una repentina attivazione degli osservatori dell'emisfero australe, prima che la cometa raggiungesse una declinazione tale da risultare visibile dal solo emisfero boreale.
Grigg fu una figura importante per l'astronomia amatoriale in Nuova Zelanda all'inizio del Novecento. Acquisì notorietà locale, che sfruttò per divulgare l'astronomia tra i suoi concittadini. Stabilì contatti con la comunità astronomica del suo tempo, iscrivendosi anche alla British Astronomical Association nel 1897. Sebbene produsse numerose fotografie delle comete da lui osservate, le utilizzò solo in pubblicazioni sulla stampa locale, sulla quale curò anche una rubrica di astronomia.
Si occupò anche di astronomia solare, registrando giornalmente le macchie solari; i suoi diari, tuttavia, non sono stati conservati.

## Riconoscimenti
Gli è stato dedicato un cratere lunare di 36 km di diametro, il cratere Grigg.
Nel 1903 gli è stata assegnata la 45° Medaglia Donohoe e nel 1908 gli è stata assegnata la 63° Medaglia Donohoe dalla Società astronomica del Pacifico.